# Elezioni parlamentari in Croazia del 2011
Le elezioni parlamentari in Croazia del 2011 si tennero il 4 dicembre per il rinnovo del Sabor. In seguito all'esito elettorale, Zoran Milanović, espressione della coalizione Coalizione Kukuriku ed esponente del Partito Socialdemocratico di Croazia, divenne Presidente del Governo.

## Risultati
| Liste                                                                           | Voti                           | %     | Seggi |
| ------------------------------------------------------------------------------- | ------------------------------ | ----- | ----- |
| Coalizione Kukuriku (SDP - HNS - IDS - HSU)                                     | 958.318                        | 40,72 | 80    |
| Coalizione HDZ • HDZ • HDZ - HGS • HDZ - DC                                     | 563.215 350.453 166.707 46.055 | 23,93 | 47    |
| Laburisti Croati - Partito del Lavoro (HL-SR)                                   | 121.785                        | 5,17  | 6     |
| Partito Croato dei Diritti (HSP)                                                | 72.360                         | 3,07  | -     |
| Partito Social-Liberale Croato (HSLS) (+ ZDS, n. 3)                             | 72.988                         | 3,10  | -     |
| Coalizione HSS • HSS • HSS - ZS - SP                                            | 71.450 47.652 23.798           | 3,04  | 1     |
| Alleanza Democratica Croata di Slavonia e Barania (HDSSB)                       | 68.995                         | 2,93  | 6     |
| BUZ - PGS - HRS                                                                 | 66.957                         | 2,85  | -     |
| Lista Indipendente (NL) - Ivan Grubišić                                         | 66.266                         | 2,82  | 2     |
| HSP AS - HČSP                                                                   | 66.150                         | 2,81  | 1     |
| Crescita Croata (Hrast)                                                         | 29.797                         | 1,27  | -     |
| Lista Indipendente (NL) - Milan Bandić                                          | 24.816                         | 1,05  | -     |
| Alleanza per la Croazia (SzH) • JH - ABH • JH - HDS • HDS • JH - ABH - HDS • JH | 14.403 6.954 5.497 991 855 106 | 0,61  | -     |
| Coalizione A-HSS • A-HSS - SP • A-HSS - SP - DPS                                | 13.653 9.648 4.005             | 0,58  | -     |
| Azione Giovanile (AM) (+ SUH - RI, n. 8)                                        | 12.337                         | 0,52  | -     |
| Coalizione ASH - SUH • ASH - SUH - SSU • ASH - SUH - RI • ASH - SUH - SSU - RI  | 12.065 10.382 208 1.475        | 0,51  | -     |
| Ladonija                                                                        | 12.010                         | 0,51  | -     |
| Lista Indipendente (NL) - Stipe Petrina                                         | 9.395                          | 0,40  | -     |
| Partito Democratico delle Donne (DSŽ)                                           | 9.108                          | 0,39  | -     |
| Lista Verde (ZL)                                                                | 8.575                          | 0,36  | -     |
| Partito Democratico Indipendente Serbo (SDSS)                                   | 7.795                          | 0,33  | -     |
| Partito Croato dei Diritti Autentico (A-HSP)                                    | 5.768                          | 0,25  | -     |
| Partito Socialista del Lavoro di Croazia (SRP)                                  | 5.172                          | 0,22  | -     |
| Lista Indipendente - Stipislav Jadrijević                                       | 4.858                          | 0,21  | -     |
| Agenda della Gioventù Democratica (AMD) - Partito Croato della Gioventù (HSM)   | 4.677                          | 0,20  | -     |
| Partito Democratico della Pianura Slavone (DSSR)                                | 3.953                          | 0,17  | -     |
| Partito Contadino Democratico Croato (HDSS)                                     | 3.891                          | 0,17  | -     |
| Alfabeto della Democrazia (Abeceda)                                             | 3.143                          | 0,13  | -     |
| Partito Croato dei Verdi (HSZ) - Alleanza Ecologica - Verdi                     | 3.054                          | 0,13  | -     |
| Lista Indipendente Zagabrese (ZNL)                                              | 3.020                          | 0,13  | -     |
| Altre liste <3.000 voti                                                         | 27.433                         | 1,17  | -     |
| Altri liste indipendenti <3.000 voti                                            | 6.058                          | 0,26  | -     |
| Minoranze nazionali                                                             | -                              | -     | 8     |
| Totale                                                                          | 2.353.465                      |       | 151   |

- Gli 8 seggi spettanti alle minoranze nazionali sono così ripartiti: 3 Partito Democratico Indipendente Serbo; 1 Minoranza italiana; 1 Alleanza delle Associazioni Ungheresi; 1 Partito Democratico Bosniaco di Croazia; 1 Centro per l'Attuazione dell'Integrazione nell'Unione Europea; 1 Coalizione Kukuriku.
- Gli 80 seggi ottenuti a livello nazionale dalla Coalizione Kukuriku sono stati così ripartiti: 60 al Partito Socialdemocratico di Croazia (+ 1 indipendente); 13 al Partito Popolare Croato - Liberal Democratici, 3 alla Dieta Democratica Istriana, 3 al Partito Croato dei Pensionati. L'ulteriore seggio ottenuto dalla coalizione nella circoscrizione delle minoranze etniche è stato attribuito al Partito Popolare Croato - Liberal Democratici.
- I 47 seggi della coalizione guidata dall'HDZ sono stati così ripartiti: 44 all'Unione Democratica Croata, 2 al Partito Civico Croato, 1 al Centro Democratico (Vesna Škare-Ožbolt, eletta deputata ma entrata in carica nel 2014, venendo sostituita, nel periodo 2011-2014, da Ivanka Roksandić dell'HDZ, che  contava dunque 45 seggi).

### Risultati per distretto
| Distretto | Kuk.    | HDZ     | HL-SR   | HSP    | HSLS   | HSS    | HDSSB  | BUZ    | Grubišić | HSP AS | Hrast  | Bandić | SzH    | A-HSS  | AM     | ASH    | Totale    |
| --------- | ------- | ------- | ------- | ------ | ------ | ------ | ------ | ------ | -------- | ------ | ------ | ------ | ------ | ------ | ------ | ------ | --------- |
| 1         | 107.382 | 43.265  | 18.059  | 6.908  | 10.457 | 2.922  |        | 8.561  | 5.538    | 6.737  | 5.680  | 5.643  | 855    | 980    | 564    | 1.354  | 235.217   |
| 2         | 104.516 | 52.652  | 14.161  | 7.328  | 10.614 | 14.854 |        | 6.866  | 2.850    | 5.190  | 2.817  | 7.296  | 2.569  | 1.715  | 830    | 1.683  | 245.143   |
| 3         | 120.906 | 35.615  | 23.200  | 3.543  | 7.320  | 9.070  |        | 4.627  | 1.635    | 1.335  | 5.076  |        | 1.773  | 1.699  | 717    | 1.603  | 229.310   |
| 4         | 68.188  | 48.377  | 7.008   | 9.665  | 3.272  | 3.505  | 44.687 | 4.867  | 1.962    | 2.685  | 1.360  |        | 106    | 652    | 529    | 1.121  | 206.278   |
| 5         | 68.447  | 69.929  | 4.695   | 9.953  | 5.183  | 6.905  | 24.308 | 4.429  |          | 8.517  | 1.243  |        | 1.108  | 706    | 725    | 898    | 212.371   |
| 6         | 90.280  | 46.055  | 12.591  | 9.275  | 9.559  | 9.884  |        | 7.287  | 3.355    | 5.232  | 2.520  | 6.242  |        | 2.822  | 806    | 1.381  | 214.334   |
| 7         | 110.540 | 57.196  | 16.315  | 8.332  | 8.750  | 11.939 |        | 10.488 | 4.910    | 8.031  | 3.199  | 5.635  | 2.640  | 2.290  | 1.631  | 1.475  | 261.423   |
| 8         | 134.211 | 28.403  | 13.375  | 2.957  | 3.583  | 1.842  |        | 10.260 | 5.738    | 3.600  | 1.726  |        | 963    | 1.003  | 4.175  |        | 233.773   |
| 9         | 71.220  | 90.645  | 5.999   | 6.390  | 9.223  | 3.434  |        | 4.505  | 11.190   | 9.282  | 2.866  |        | 2.085  | 863    | 1.486  | 1.033  | 245.868   |
| 10        | 82.628  | 76.062  | 6.382   | 5.904  | 4.508  | 7.095  |        | 4.349  | 29.088   | 14.938 | 3.075  |        | 2.104  | 763    | 874    | 1.309  | 248.887   |
| 11 (Est.) |         | 15.016  |         | 2.105  | 519    |        |        | 718    |          | 603    | 235    |        | 200    | 160    |        | 208    | 20.861    |
| Totale    | 958.318 | 563.215 | 121.785 | 72.360 | 72.988 | 71.450 | 68.995 | 66.957 | 66.266   | 66.150 | 29.797 | 24.816 | 14.403 | 13.653 | 12.337 | 12.065 | 2.353.465 |

- ShZ: JH-ABH e HDS in liste concorrenti nel distretto n. 2 (rispettivamente, 1.578 e 991 voti)